# Discografia de Rita Ora
A discografia de Rita Ora, uma cantora britânica, consiste em um álbum de estúdio e dezoito singles (incluindo seis como artista convidada) e dois singles promocionais. Após aparecer em faixas de outros músicos, Ora assinou um contrato com a gravadora estadunidense Roc Nation em 2009.
Em 2012, Ora foi a única artista a ter três singles consecutivamente no topo da tabela musical do Reino Unido, a UK Singles Chart: "Hot Right Now", colaboração com o DJ Fresh, "How We Do (Party)" e "R.I.P.". "How We Do (Party)" também ficou entre as dez primeiras posições na Austrália, na Irlanda e na Nova Zelândia e chegou ao 69° lugar da compilação Brasil Hot 100 Airplay. Em agosto daquele ano, a britânica lançou seu álbum de estreia, Ora, que debutou no primeiro posto da UK Albums Chart. As terceira e quarta músicas de divulgação do disco, "Shine Ya Light" e "Radioactive", alcançaram os números dez e dezoito no Reino Unido, respectivamente.
Em 2017, Ora teve três singles no topo do Reino Unido, "Your Song" e "Anywhere" (como singles de seu segundo álbum de estúdio), e como artista convida com "Lonely Together" (uma colaboração com o Avicii).
Ora tem um total de vendas para álbuns e singles combinadas em um milhão e trezentos mil no Reino Unido. A videografia relacionada da cantora é formada por oito vídeos musicais de seus singles.

## Álbuns de estúdio
| Detalhes do álbum | Melhores posições atingidas | Melhores posições atingidas | Melhores posições atingidas | Melhores posições atingidas | Melhores posições atingidas | Melhores posições atingidas | Melhores posições atingidas | Melhores posições atingidas | Melhores posições atingidas | Vendas        | Certificações         |
| Detalhes do álbum | RU                          | ALE                         | AUS                         | AUT                         | CAN                         | IRL                         | NZ                          | SUI                         | US                          | Vendas        | Certificações         |
| --- | --------------------------- | --------------------------- | --------------------------- | --------------------------- | --------------------------- | --------------------------- | --------------------------- | --------------------------- | --------------------------- | ------------- | --------------------- |
| Ora - Lançamento: 27 de agosto de 2012 - Gravadora(s): Roc Nation e Columbia - Formato(s): CD e download digital         | 1                           | 63                          | 24                          | 51                          | —                           | 2                           | 24                          | 15                          | —                           | - RU: 350.000 | - RU: Platina         |
| Phoenix - Lançamento: 23 de novembro de 2018 - Gravadora(s): Warner Music e Atlantic Records - Formato(s): CD e download | 11                          | 13                          | 15                          | 43                          | 36                          | 20                          | 18                          | 18                          | 79                          | - RU: 200.000 | - RU: Ouro - MC: Ouro |

## Singles
| Ano                                               | Obra                        | Melhores posições atingidas | Melhores posições atingidas | Melhores posições atingidas | Melhores posições atingidas | Melhores posições atingidas | Melhores posições atingidas | Melhores posições atingidas | Melhores posições atingidas | Melhores posições atingidas | Certificações                                                                           | Álbum                                                            |
| Ano                                               | Obra                        | RU                          | ALE                         | AUS                         | AUT                         | CAN                         | EUA                         | IRL                         | NZ                          | SUI                         | Certificações                                                                           | Álbum                                                            |
| ------------------------------------------------- | --------------------------- | --------------------------- | --------------------------- | --------------------------- | --------------------------- | --------------------------- | --------------------------- | --------------------------- | --------------------------- | --------------------------- | --------------------------------------------------------------------------------------- | ---------------------------------------------------------------- |
| 2012                                              | "How We Do (Party)"         | 1                           | 40                          | 9                           | 46                          | 68                          | 62                          | 1                           | 5                           | 41                          | - RU: Ouro - AUS: 2× Platina - NZ: Ouro                                                 | Ora                                                              |
| 2012                                              | "R.I.P." (com Tinie Tempah) | 1                           | 36                          | 10                          | 51                          | —                           | —                           | 11                          | 28                          | 46                          | - RU: Ouro - AUS: Platina                                                               | Ora                                                              |
| 2012                                              | "Shine Ya Light"            | 10                          | —                           | —                           | —                           | —                           | —                           | 25                          | —                           | —                           |                                                                                         | Ora                                                              |
| 2013                                              | "Radioactive"               | 18                          | —                           | 23                          | —                           | —                           | —                           | 30                          | —                           | —                           | - AUS: Ouro                                                                             | Ora                                                              |
| 2014                                              | "I Will Never Let You Down" | 1                           | 23                          | 5                           | 15                          | 62                          | 77                          | 9                           | 9                           | 12                          | - RU: Platina - AUS: Platina - NZ: Ouro                                                 | Non-album singles                                                |
| 2015                                              | "Poison"                    | 3                           | —                           | 30                          | —                           | —                           | —                           | 18                          | —                           | —                           | - RU: Ouro - AUS: Ouro                                                                  | Non-album singles                                                |
| 2015                                              | "Body on Me"                | 22                          | —                           | 66                          | —                           | —                           | —                           | 54                          | —                           | —                           | - RU: Prata                                                                             | Non-album singles                                                |
| 2015                                              | "Coming Home"               | 15                          | —                           | 97                          | —                           | —                           | —                           | 54                          | —                           | —                           | - RU: Ouro                                                                              | Life                                                             |
| 2017                                              | "Your Song"                 | 7                           | 13                          | 12                          | 10                          | 68                          | 123                         | 8                           | 16                          | 13                          | - RU: Platina - AUS: 2× Platina - CAN: Platina - ALE: Platina - NZ: Ouro - SUI: Platina | Phoenix                                                          |
| 2017                                              | "Anywhere"                  | 2                           | 18                          | 14                          | 18                          | —                           | —                           | 4                           | 23                          | 7                           | - RU: Platina - NZ: Ouro - AUS: 2× Platina - CAN: Ouro - ALE: Ouro - HOL: Platina       | Phoenix                                                          |
| 2018                                              | "For You"                   | 8                           | 1                           | 15                          | 4                           | 63                          | 76                          | 17                          | 34                          | 3                           | - RU: Ouro - AUS: Platina - CAN: Ouro - ALE: Ouro - FRA: Ouro                           | Fifty Shades Freed: Original Motion Picture Soundtrack & Phoenix |
| 2018                                              | "Girls"                     | 22                          | 69                          | 52                          | 62                          | 72                          | 103                         | 26                          | —                           | 54                          | - RU: Prata                                                                             | Phoenix                                                          |
| 2018                                              | "Let You Love Me"           | 4                           | 12                          | 8                           | 16                          | 80                          | —                           | 4                           | 19                          | 11                          | - RU: Ouro - AUS: Platina - SUI: Ouro - NZ: Ouro                                        | Phoenix                                                          |
| "—" indica uma obra não entrou na tabela musical. |                             |                             |                             |                             |                             |                             |                             |                             |                             |                             |                                                                                         |                                                                  |

### Participações
| Ano  | Obra                                     | Melhores posições atingidas | Melhores posições atingidas | Melhores posições atingidas | Melhores posições atingidas | Melhores posições atingidas | Melhores posições atingidas | Certificações                        | Álbum           |
| Ano  | Obra                                     | RU                          | ALE                         | AUS                         | AUT                         | IRL                         | SUI                         | Certificações                        | Álbum           |
| ---- | ---------------------------------------- | --------------------------- | --------------------------- | --------------------------- | --------------------------- | --------------------------- | --------------------------- | ------------------------------------ | --------------- |
| 2012 | "Hot Right Now" (DJ Fresh com Rita Ora)  | 1                           | 28                          | 46                          | 24                          | 17                          | 39                          | - RU: Platina                        | Nextlevelism    |
| 2014 | "Black Widow" (Iggy Azalea com Rita Ora) | 4                           | 39                          | 15                          | 25                          | 9                           | 28                          | - RU: Ouro - AUS: Platina - NZ: Ouro | The New Classic |
| 2015 | "Doing It" (Charli XCX com Rita Ora)     | 8                           | —                           | 68                          | —                           | 23                          | —                           | - RU: Prata                          | Sucker          |
| 2017 | "Lonely Together" (Avicii com Rita Ora)  | 4                           | 37                          | —                           | —                           | 5                           | 42                          | - CAN: Ouro - RU: Ouro               | AVĪCI (01)      |

### Singlespromocionais
| Ano  | Obra           | Álbum |
| ---- | -------------- | ----- |
| 2012 | "Roc the Life" | Ora   |
| 2018 | "Proud"        | TBA   |

## Outras canções
| Ano  | Obra                                           | Melhores posições atingidas | Álbum           |
| Ano  | Obra                                           | RU                          | Álbum           |
| ---- | ---------------------------------------------- | --------------------------- | --------------- |
| 2012 | "Better Than You" (Conor Maynard com Rita Ora) | 105                         | Contrast        |
| 2012 | "Young, Single & Sexy"                         | 54                          | Ora             |
| 2012 | "Love and War" (com J. Cole)                   | 193                         | Ora             |
| 2013 | "Lay Down Your Weapons" (K Koke com Rita Ora)  | 18                          | I Ain't Perfect |

## Vídeos musicais
| Ano  | Título                                       | Diretor             |
| ---- | -------------------------------------------- | ------------------- |
| 2011 | "Hot Right Now" (DJ Fresh com Rita Ora)      | Rohan BM            |
| 2012 | "R.I.P." (com Tinie Tempah)                  | Emil Nava           |
| 2012 | "How We Do (Party)"                          | Marc Klasfeld       |
| 2012 | "Shine Ya Light"                             | Emil Nava           |
| 2012 | "Radioactive"                                | James Larese        |
| 2013 | "Lay Down Your Weapon" (K Koke com Rita Ora) | Courtney Phillips   |
| 2013 | "Facemelt"                                   | Rankin              |
| 2013 | "Torn Apart (Snoop Lion com Rita Ora)        |                     |
| 2014 | "I Will Never Let You Down"                  | [ 37 ] [ 38 ]       |
| 2015 | "Poison"                                     | [ 39 ] [ 40 ]       |
| 2015 | "Body on Me" (com Chris Brown)               | [ 41 ] [ 42 ]       |
| 2017 | "Your Song"                                  | [ 43 ] [ 44 ]       |
| 2017 | "Lonely Together" (Avicii com Rita Ora)      | Levan Tsikurishvili |
| 2017 | "Anywhere"                                   | [ 47 ] [ 48 ]       |

## Outras aparições
| Ano  | Canção       | Álbum        | Artista    | Crédito              |
| ---- | ------------ | ------------ | ---------- | -------------------- |
| 2013 | "Torn Apart" | Reincarnated | Snoop Lion | Artista participante |